# Sternotherus carinatus
Sternotherus carinatus är en sköldpaddsart som beskrevs av den brittiske zoologen John Edward Gray 1855. Sternotherus carinatus ingår i släktet Sternotherus och familjen slamsköldpaddor. IUCN kategoriserar arten globalt som livskraftig. Inga underarter finns listade i Catalogue of Life.
Denna sköldpadda förekommer i Mississippiflodens avrinningsområde i sydöstra USA.